# Купер, Глэдис
Дама Глэ́дис Ко́нстанс Ку́пер (англ. Gladys Constance Cooper; 18 декабря 1888 — 17 ноября 1971) — британская актриса, трижды номинантка на премию «Оскар».

## Биография

### Карьера
Глэдис Купер родилась 18 декабря 1888 года в Лондоне, одной из трёх дочерей Чарльза Уильяма Фредерика Купера и Мэйбл Барнетт.
Её дебют на театральной сцене состоялся в 1905 году во время гастролей мюзикла «Колокольчики в сказочной стране». В дальнейшие годы она активно участвовала в различных постановках английских театров, а в 1917 году состоялся её дебют в кино в фильме «Одиннадцатая заповедь». В молодости Глэдис Купер также была популярной фотомоделью.
С начала 1940-х годов актриса начала свою карьеру в Голливуде, где часто играла статных аристократок. В подобном амплуа она появилась в таких фильмах, как «Ребекка» (1940) и «Леди Гамильтон» (1941). Глэдис Купер трижды номинировалась на премию «Оскар» за лучшую роль второго плана в фильмах «Вперёд, путешественник» (1942), «Песня Бернадетт» (1943) и «Моя прекрасная леди» (1964).
С 1964 по 1965 год актриса исполняла роль Маргарет Сент Клер в телесериале «Жулики», где наряду с ней снимались Дэвид Нивен и Шарль Буайе, за роль которой в 1965 году была номинирована на «Эмми». На телевидении у неё также были роли в телесериалах «Театр 90», «Сумеречная зона» и «Бен Кэйси».
В 1968 году, в возрасте почти 80 лет, Глэдис Купер был присуждён титул Дамы-Командора Ордена Британской империи.

### Личная жизнь
Актриса трижды была замужем. Её первым мужем, за которого она вышла в 1908 году, был капитан Герберт Бакмастер. Он также стал отцом её двоих детей: Джона и Джоан (1910—2005). Джоан в 1939 году вышла замуж за прославленного британского актёра Роберта Морли.
С 1927 по 1936 год Купер была замужем за баронетом сэром Нэвиллом Пирсом, от которого родила дочь. В 1937 году она вышла замуж за английского актёра Филипа Мэривейла. Купер в течение долгого времени жила в Санта-Монике, штат Калифорния, как постоянный иностранный резидент, вместе с третьим мужем до его смерти от сердечного приступа в 1946 году.
Будучи уже пожилой дамой, Глэдис Купер вернулась в Великобританию, где и умерла от пневмонии 17 ноября 1971 году в городе Хэнли-на-Темзе, графство Оксфордшир.

## Избранная фильмография
- 1964 — Моя прекрасная леди — миссис Хиггинс
- 1963 — Список Эдриана Мессенджера — миссис Каруджиан
- 1958 — За отдельными столиками — миссис Рэилтон-Белл
- 1952 — Силой шпаги — королева Анна Австрийская
- 1951 — Гром на холме — мать-настоятельница
- 1949 — Мадам Бовари — мадам Дупуи
- 1949 — Тайный сад — миссис Мэдлок
- 1948 — Пират — тётя Инез
- 1947 — Жена епископа — миссис Гамильтон
- 1945 — Долина решимости — Кларисса Скотт
- 1943 — Песня Бернадетт — сестра Мэри Тереза
- 1943 — Вечность и один день — миссис Берринджер
- 1942 — Вперёд, путешественник — миссис Генри Виндл Вэйл
- 1941 — Леди Гамильтон — леди Френсис Нельсон
- 1941 — Дерзкий Сокол — Максин Вуд
- 1940 — Ребекка — Беатрис Лэйси